# Астрафлоксин
Астрафлоксин (1,3,3-триметил-2-[3-(1,3,3-триметилиндолинилиден-2)пропенил]3H-индолий хлористый) — органическое соединение с химической формулой С25H29N2Cl, полиметиновый краситель. Имеет вид фиолетового порошка, растворимого в воде и спирте. Используется в аналитической химии и ограниченно — в крашении.
Синонимы: астрафлоксин ФФ, базовый красный 12, astra phloxine FF, basic red 12, brilliant pink AS.

## Свойства
Красный, сиреневый или фиолетовый кристаллический порошок. Молярная масса 392,97 г/моль. Легко растворяется в воде, этаноле, трихлорметане и ацетоне.

## Получение
Синтезируют из 1,3,3-триметил-2-метилениндолина, конденсируя его в среде уксусного ангидрида с ортомуравьиным эфиром, после чего обрабатывают соляной кислотой.

## Применение
В аналитической химии и микроскопии применяют для определения карбоновых кислот, фталевого ангидрида и нитрофенолов экстракционно-фотометрическими методами.
В красильной промышленности применяют для окраски хлопка с использованием таниновой протравы. Окраски обладают низкой светостойкостью, что ограничивает применение для крашения. Также является полупродуктом в процессе получения фаналевого лака.